# Charlotte Radcliffe
Charlotte Radcliffe, född 3 augusti 1903 i Garston, död 12 december 1979 i Liverpool, var en brittisk simmare.
Radcliffe blev olympisk silvermedaljör på 4 x 100 meter frisim vid sommarspelen 1920 i Antwerpen.